# Raiffeisenbank Aidlingen
Die Raiffeisenbank Aidlingen eG ist eine deutsche Genossenschaftsbank mit Sitz in der baden-württembergischen Gemeinde Aidlingen im Landkreis Böblingen.

## Geschichte
Die heutige Raiffeisenbank Aidlingen eG wurde am 12. Oktober 1901 als Darlehenskassenverein in Aidlingen gegründet und fusionierte zuletzt im Jahr 1971 als Aidlinger Bank eGmbH mit der Raiffeisenbank Deufringen eGmbH mit dem Sitz in Aidlingen-Deufringen zur Raiffeisenbank Aidlingen eGmbH. Die ehemalige Spar- und Darlehnskasse Deufringen eGmbH fusionierte bereits im Jahr 1968 als Raiffeisenbank Deufringen eGmbH mit der Spar- und Darlehenskasse Dachtel eGmbH mit dem Sitz in Dachtel.
Am 9. November 1977 erhielt die Bank ihre heutige Firmierung.

## Rechtsverhältnisse
Die Raiffeisenbank Aidlingen eG ist im Genossenschaftsregister beim Amtsgericht Stuttgart unter GnR 240102 eingetragen.

## Organisationsstruktur
Rechtsgrundlagen sind das Genossenschaftsgesetz und die durch die Generalversammlung beschlossene Satzung. Organe der Bank sind der Vorstand, der Aufsichtsrat und die Generalversammlung.

## Sicherungseinrichtung
Die Raiffeisenbank Aidlingen eG ist der amtlich anerkannten Sicherungseinrichtung des Bundesverbandes der Deutschen Volksbanken und Raiffeisenbanken GmbH und der zusätzlichen freiwilligen Sicherungseinrichtung des Bundesverbandes der Deutschen Volksbanken und Raiffeisenbanken e.V. angeschlossen.

## Geschäftsausrichtung
Die Raiffeisenbank Aidlingen eG betreibt das Universalbankgeschäft. Im Verbundgeschäft arbeitet sie mit der DZ Bank, R+V Versicherung, Bausparkasse Schwäbisch Hall, Teambank, VR Leasing, DZ Hyp und der Union Investment zusammen.

## Geschäftsgebiet
Das Geschäftsgebiet liegt im Westen des Landkreises Böblingen.
An diesen Orten betreibt die Bank Filialen:
- Aidlingen (Hauptstelle (jur. Sitz) und SB-Geschäftsstelle)